# Speedway Motorsports
Pour l’article homonyme, voir Speedway.
Speedway Motorsports, Inc.  (SMI) est une société américaine propriétaire et gestionnaire de certains circuits d'IndyCar, NASCAR et NHRA. 
Fondée en 1959 par Bruton Smith, la société possède et exploite entre autres les circuits d'Atlanta Motor Speedway, Charlotte Motor Speedway ou encore Bristol Motor Speedway.